# Skinnarbodstjärnen
Skinnarbodstjärnen är en sjö vid Skinnarbodarna i Älvdalens kommun i Dalarna och ingår i Dalälvens huvudavrinningsområde.